# Grupa Operacyjna im. Tadeusza Kościuszki
Grupa Operacyjna im. Tadeusza Kościuszki – formacja partyzancka Gwardii Ludowej powstała w lutym/marcu 1943 r. w celu udzielenia zbrojnej pomocy wysiedlanej ludności Zamojszczyzny.

## Utworzenie formacji
W pierwszych dniach stycznia 1943 r. odbyła się narada aktywu PPR i dowódców GL Południowej Lubelszczyzny. Odprawę prowadził dowódca Obwodu Lubelskiego GL Michał Wójtowicz „Zygmunt”. W odprawie brał udział sekretarz Komitetu Obwodowego PPR Jan Sławiński „Tyfus”, dowódca oddziału partyzanckiego GL Grzegorz Korczyński „Grzegorz” ze swoim sztabem i inni. Na odprawie obecny był przedstawiciel KC PPR z Warszawy Hilary Chełchowski „Długi Janek”, który przekazał rozkaz i wytyczne Dowództwa Głównego GL o udzieleniu wysiedlanej Zamojszczyźnie zbrojnej pomocy.
W wyniku tej decyzji postanowiono przerzucić na Zamojszczyznę istniejący już oddział partyzancki GL z powiatu kraśnickiego pod dowództwem Grzegorza Korczyńskiego, z założeniem zorganizowania tam grupy operacyjnej. Ustalone na naradzie zadania oddziału, sprecyzowane następnie przez jego dowództwo, zawierały się w następujących głównych zamierzeniach: 
– jak najszybciej rozpocząć działalność bojową na Zamojszczyźnie, skupiając wysiłek na zwalczaniu transportu kolejowego i drogowego nieprzyjaciela;
– nawiązać kontakty z istniejącymi na tym terenie oddziałami partyzanckimi, podporządkować je GL lub co najmniej nawiązać z nimi współpracę;
– tworzyć organizacje terenowe PPR i GL i przy ich pomocy przeprowadzić masową rekrutację do partyzantki. 
Oddział ten po uzupełnieniu uzbrojenia i zaopatrzenia wyruszył w składzie około 50 osób 15 lutego 1943 r. z powiatu Kraśnik i po trzech dniach marszu, przez lasy Lipskie, Janowskie i Biłgorajskie, osiągnął 18 lutego miejscowość Sól, gdzie założył swoją pierwszą bazę.
Po wysłaniu oddziału im. Tadeusza Kościuszki na Zamojszczyznę, południowo-zachodnie tereny obwodu powiatu Puławy i Kraśnik nie posiadały już de facto żadnego oddziału partyzanckiego. Drugi bowiem z działających na tym obszarze oddziałów partyzanckich (oddział im. G. Narutowicza) po schronieniu się na okres zimy w garnizonach został tam częściowo rozbity. Z dwóch grup, na jakie podzielił się oddział, zimę przetrwała tylko grupa „Armaty”. Grupa „Heńka” rozpadła się po śmierci dowódcy w połowie grudnia 1942 r. 
W rejonie Biłgoraja i Zamościa oddział „Grzegorza” rozpoczął ożywioną działalność. Jego szeregi szybko rosły, zasilane przez chłopów wyrzucanych z gospodarstw i kryjących się w lasach przed deportacją do Rzeszy i obozów koncentracyjnych. Korczyńskiemu podporządkowało się kilka mniejszych oddziałów, działających uprzednio w Lasach Biłgorajskich.
W ten sposób w lutym i marcu powstała partyzancka Grupa Operacyjna im. Tadeusza Kościuszki, w skład której weszły następujące oddziały:
- kadrowy im. Tadeusza Kościuszki lub im. Ludwika Waryńskiego pod dowództwem Andrzeja Flisa ps. „Maksym”
- im. J. Dąbrowskiego pod dowództwem Antoniego Palenia ps. „Jastrząb”
- im. N. A. Szczorsa pod dowództwem Wasilija Wołodina
- im. G. I. Kotowskiego pod dowództwem Michaiła Atamanowa „Miszka Tatar”
- im. Berka Joselewicza pod dowództwem E. Forsta
- oddział ochrony sztabu zgrupowania pod dowództwem Jana Choiny
- oddział pod dowództwem J. Cieńcowa

## Działania bojowe
Grupa Operacyjna im. Tadeusza Kościuszki liczyła około 400 osób, jej powstanie i działalność poważnie zaniepokoiła Niemców. Działania oddziałów Grupy dały się mocno odczuć nieprzyjacielowi w wielu różnych rejonach Zamojszczyzny. 
Oddział im. Kościuszki prowadził akcję w okolicach Aleksandrowa i Józefowa oraz wzdłuż szosy Biłgoraj-Zwierzyniec. Oddział im. Dąbrowskiego działał w Puszczy Solskiej, w okolicach Terespola i Górecka Starego. Terenem akcji oddziałów im. Szczorsa i plutonu Cieńcowa były okolice Zwierzyńca i Krasnobrodu. Oddział im. Kotowskiego działał w powiatach tomaszowskim, biłgorajskim, narolskim i lubaczowskim. W marcu 1943 r. walki partyzanckie na Zamojszczyźnie weszły w nową fazę, którą charakteryzowały codzienne starcia z Niemcami. Oddziały Grupy Operacyjnej osiągnęły już pełną zdolność bojową i skutecznie niszczyły administrację, placówki gospodarcze, transport kolejowy i drogowy wroga, zwalczały jego żywe siły. 
W marcu 1943 r. przeprowadziły następujące akcje:
- zniszczenie urządzeń na stacji kolejowej Rapy – spalono magazyny i warsztaty
- wykolejono pociąg towarowy na odcinku Krasnobród –Zwierzyniec; uszkodzono 2 parowozy i zniszczono 10 wagonów
- ostrzelano samochód na szosie Frampol-Biłgoraj – zabito dwóch Niemców.
- zdemolowano urzędy i zniszczono dokumenty w gminie Huta Krzeszowska i w gminie Sól koło Biłgoraja.
- przeprowadzono akcję na tartak w Łążku Ordynackim – dwóch Niemców zostało zabitych

4 kwietnia 1943 r. Niemcy prowadząc akcje przeciw partyzanckie, osaczyli sztab Grupy Operacyjnej im. T. Kościuszki w Gajówce Starzyna powiat biłgorajski. Walka trwała około 2 godzin. Zginęło 6 gwardzistów, wśród nich: zastępca dowódcy Grupy Operacyjnej ds. politycznych ppłk Józef Spiro „Józef”, Dąbrowszczak, z wykształcenia prawnik, z zawodu dziennikarz; kpt. rezerwy Wojciech Jurek „Wabiej” – oficer operacyjny, dowódca Okręgu GL, z zawodu nauczyciel z Garwolina; Wacław Chorągiewicz – łącznik między Dowództwem Głównym GL a Grupą Operacyjną im. T. Kościuszki – z zawodu spółdzielca z powiatu krasnystawskiego oraz gwardzista Jan Pachuta „Gołąb” i dwóch oficerów o nieustalonych nazwiskach. Ponadto zginęli: Józef Wolanin, Michał Zygmunt, Józef i Szczepan Swachowie, gajowy Mikołaj Swacha, jego córka Janina, syn Józef i żona. Hitlerowcy stracili dwóch ludzi. Konfidentem, który zdradził miejscem postoju sztabu, był gajowy Garbacz z Aleksandrowa. Za zdradę został schwytany i skazany na karę śmierci. Mimo dotkliwych strat Grupa Operacyjna kontynuowała, a nawet nasilała swoje działanie.
W okresie od kwietnia do lipca 1943 r. oddziały partyzanckie GL Grupy Operacyjnej im. T. Kościuszki stoczyły 8 bitew i starć zbrojnych z przeważającymi siłami hitlerowskimi, pacyfikującymi ludność Zamojszczyzny. 29 kwietnia w lasach między rzekami Tanwią i Sopotem, oddział SS-manów i żandarmów zaatakował oddział im. Kotowskiego. Mimo zdecydowanej przewagi wroga, gwardziści podjęli bitwę. Dowodzący oddziałem, „Miszka Tatar” zmieniając pozycje bojowe uniemożliwił otoczenie oddziału, a atakujących Niemców dopuszczał blisko partyzanckich pozycji, gdzie trafiali na gęsty ogień z broni automatycznej. W nocy oddział oderwał się od nieprzyjaciela i wycofał w kierunku Józefowa. 6 lipca oddział im. Kotowskiego stoczył drugą walkę z Niemcami między rzekami Sopot i Tanew. Straty niemieckie wyniosły kilkudziesięciu zabitych i rannych. Straty gwardzistów: 3 zabitych, 2 rannych. 29 lipca oddział sztabowy Grupy Operacyjnej przeprowadził akcję na hitlerowską jednostkę pacyfikacyjną, jadącą pociągiem ze Zwierzyńca do Biłgoraja. Po wykolejeniu lokomotywy i półgodzinnej walce, zabito kilkunastu Niemców i zdobyto broń.
Szczególnego rozgłosu nabrała wykonana 1 czerwca 1943 r. akcja w obronie ludności Józefowa. Wziął w niej udział oddział partyzancki GL, dowodzony przez Michaiła Atamanowa ps. „Miszka Tatar”, miejscowy oddział Armii Krajowej „Wira” oraz oddział BCh.
Niemcy otoczyli śpiących jeszcze mieszkańców Józefowa, a następnie spędzili ich pod mur kościoła. Tutaj kazano im uklęknąć i podnieść ręce do góry. Przed klęczącymi ustawiono karabiny maszynowe i miano przystąpić do egzekucji ludności. W tym czasie na hitlerowców uderzyły przybyłe oddziały partyzanckie GL, AK, BCh. Atak partyzantów zaskoczył hitlerowską ekspedycję karną, zaatakowani hitlerowcy rzucili się do ucieczki. Uratowano mieszkańców Józefowa ale w walce poległ dowódca oddziału GL „Miszka Tatar”.
Ponadto od kwietnia do lipca 1943 r. oddziały partyzanckie GL przeprowadziły 13 akcji na transport kolejowy, wysadzając pociągi lub demolując urządzenia kolejowe. Zniszczyły także 9 samochodów wroga z załogami. Zniszczyły dokumenty i urzędy w następujących gminach i pocztach: Majdan Sopocki i Sól – dwukrotnie, Łukowa – trzykrotnie, Terespol – czterokrotnie, Józefów – jeden raz. Zniszczyły 3 tartaki wraz z ochroną. Działalność bojowa Grupy Operacyjnej im. T. Kościuszki oraz oddziałów partyzanckich BCh i AK w znacznej mierze przyczyniły się do przerwania akcji wysiedleńczej na Zamojszczyźnie.